# 第一次延坪海战
本条目时间均以东九区（UTC+9）为准。
第一次延坪海战发生在1999年6月15日，是继1950年朝鲜战争之后韩朝之间最大规模的正规作战。
战斗于当日上午9点28分开始，朝鲜人民军海军警备艇护送朝鲜渔船越过黄海延坪岛附近的北方分界线捕蟹，遭到韩方拦截:507-509。时任韩国海军第二舰队司令官的朴正圣下达命令：“一旦有任何一艘朝鲜舰艇发起攻击，就立即进行还击。”朝鲜舰艇首先发起攻击之后，韩军开火。采用了“冲撞式推挤”作战的韩国海军在交战仅14分钟后就大获全胜。
朝鲜人民军海军至少死亡30人，70人受伤，1艘鱼雷艇被击沉，5艘舰艇受到了严重打击，4艘舰艇受到了中等打击；而韩国只有11名士兵受伤，2艘舰艇破损。
在战斗结束后当天晚上10点召开的联合国军与朝鲜板门店会谈中，朝鲜代表称：“上午9点15分，因为韩国的先发攻击引发了战斗。”联合国军经过调查后发现：战斗于9点28分开始是朝鲜的失误所致，朝鲜作战的预定时间为9点15分。
据朴正圣的回忆，当时韩国在几个月以前就预料到朝鲜会于1999年在黄海进行挑衅。
为纪念是次海战，韩国在京畿道平泽海军第2舰队司令部的忠武花园修建了第1次延坪海战胜利碑。